# Фазлиахметова, Насима Миннигалеевна
 Фазлиахметова, Насима Миннигалеевна  (28 декабря 1931 года — 29 декабря 1996 года, Кутушево, Мелеузовский район, Башкортостан, Россия) — телятница колхоза имени Мажита Гафури Мелеузовского района БАССР, Герой Социалистического Труда.

## Биография
Насима Минигалеевна Фазлиахметова родилась 28 декабря 1931 года в с. Кутушево Мелеузовского района БАССР. Образование — начальное.
Трудовую деятельность, начала в 1944 г. в колхозе имени Мажита Гафури Мелеузовского района разнорабочей. Потом перешла на свиноферму, где трудилась до 1954 г. В 1954—1969 гг. работала телятницей, достигла хороших результатов по выращиванию и сохранению телят. В 1963 г. вырастила 138 телят до четырёхмесячного возраста и получила 800 граммов среднесуточного привеса от каждого теленка, в 1964 г. каждый из 181 теленка до четырёхмесячного возраста прибавлял в сутки до 850 граммов привеса. В 1965 г. телятница добилась 1 015-граммового привеса за сутки от каждого из 202 подопечных при их полной сохранности. В течение нескольких последних лет ежегодно отправляла в нагульный гурт колхоза по 250 и более телят. В период работы телятницей вырастила и сдала 3 500 телят.
За достигнутые успехи в развитии животноводства, увеличении производства и заготовок мяса Указом Президиума Верховного Совета СССР от 22 марта 1966 г. Н. М. Фазлиахметовой присвоено звание Героя Социалистического Труда.
В 1976—1980 годах жила в Туркменской ССР. С 1983 года работала свекловодом колхоза имени Мажита Гафури Мелеузовского района.
Фазлиахметова Насима Миннигалеевна умерла 29 декабря 1996 г.

## Награды
- Герой Социалистического Труда (1966)
- Награждена орденом Ленина

## Память
В д. Кутушево Мелеузовского района РБ установлен памятник Н. М. Фазлиахметовой и одна из улиц названа её именем.